# Elisabeth Bauser
Elisabeth Bauser (geboren 19. April 1934 als Elisabeth Grobe in Stuttgart; gestorben 29. September 1996) war eine deutsche Physikerin und Kristallforscherin. Sie war als Züchterin extrem reiner Halbleiterkristalle international angesehen. Die von ihr erstellten Galliumarsenid- und Siliciumschichten ermöglichten es Forschern, die schärfsten Spektren und höchsten Beweglichkeiten in den Schichten darzustellen.

## Leben
Elisabeth Grobes Eltern waren der Fachschuloberlehrer Rudolf Grobe und seine Ehefrau Emma Grobe geb. Sommer. Elisabeth Grobe besuchte die Goethe-Oberschule in Ludwigsburg und machte 1954 ihr Abitur. Von 1954 bis 1962 studierte sie Physik an der Technischen Hochschule Stuttgart (Diplom 1962).
Von 1962 bis 1966 arbeitete Elisabeth Grobe als wissenschaftliche Mitarbeiterin am Institut für Theoretische und Angewandte Physik der Technischen Hochschule Stuttgart. In dieser Zeit erforschte sie das Stromrauschen an Silizium-Einkristallen. Über dieses Thema wurde sie 1968 am Lehrstuhl von Hermann Haken promoviert. Ihr Doktorvater war Karl Seiler.
Von September 1966 bis 1971 arbeitete sie am Forschungsinstitut des Fernmelde-technischen Zentralamtes der Deutschen Bundespost in Darmstadt, wo sie ihr spezielles Fachgebiet entwickelte, die Flüssigphasenepitaxie von Halbleitern. 1971 stellte sie das Max-Planck-Institut für Festkörperforschung in Stuttgart an, um im Auftrag des Wissenschaftsrats die Grundlagen und Anwendung der Kristallzüchtung zu erforschen.
In den 1970er und 1980er Jahren arbeitete die Forschung daran, hocheffiziente Dünnschichtzellen herzustellen. Dafür wurde ein Herstellverfahren benötigt, mit dem dünne Siliziumschichten hoher elektronischer Qualität ohne jegliche Volumendefekte erzeugt werden konnten. Elisabeth Bauser war bei der Züchtung von Halbleiterkristallen außergewöhnlich erfolgreich. Sie verwendete die Flüssigphasenepitaxie. Sie ließ Kristallschichten aus einer langsam abkühlenden Lösung abscheiden, so dass die Kristalle nahe am thermodynamischen Gleichgewicht wachsen, das heißt bei geringer Übersättigung und relativ niedrigen Temperaturen. Die von Bauser und ihrer Arbeitsgruppe erzeugten Materialien eigneten sich nicht nur für Solarzellen, sondern auch für die Herstellung von dreidimensionalen Transistorstrukturen. 1986 zeichnete IBM Europe Bauser mit einem Wissenschaftspreis aus, womit ihre wesentlichen Beiträge zum Fortschritt der Materialwissenschaften gewürdigt wurden.
Elisabeth Bauser starb am 29. September 1996 nach schwerer Krankheit.

## Veröffentlichungen
- Elisabeth Grobe: Stromrauschen an Silizium-Einkristallen bei tiefen Temperaturen. Dissertation Universität Stuttgart. Stuttgart 1968.
- Elisabeth Bauser, Horst Strunk: Silizium-Epitaxieschichten mittels Lösungstransport durch Fliehkraft und deren strukturelle und elektrische Charakterisierung überwiegend mit elektronenmikroskopischen Methoden (= Forschungsbericht / T, Technologische Forschung und Entwicklung / Bundesministerium für Forschung und Technologie / Elektronik. Band 86-142). Fachinformationszentrum Energie, Physik, Mathematik Karlsruhe, Eggenstein-Leopoldshafen 1986.
- Elisabeth Bauser, Horst Strunk: Silizium-Flüssigphasen-Epitaxie mit Lösungstransport durch Fliehkraft und Untersuchung und Charakterisierung der Silizium-Epitaxieschichten mit Hilfe der Transmissions-Elektronenmikroskopie (= Forschungsbericht / T, Technologische Forschung und Entwicklung / Bundesministerium für Forschung und Technologie / Elektronik. Band 83-97). Fachinformationszentrum Energie, Physik, Mathematik Karlsruhe, Eggenstein-Leopoldshafen 1983.
- Elisabeth Bauser: Crystal growth from the melt. In: P. Grosse (Hrsg.): Festkörperprobleme 23. Band 23. Springer Berlin Heidelberg, Berlin, Heidelberg 1983, ISBN 978-3-528-08029-7, S. 141–164, doi:10.1007/bfb0107973.
- Elisabeth Bauser: Wachstumstrukturen bei der Flüssigphasenepitaxie von Halbleitern. In: Jürgen Werner (Hrsg.): Halbleiter in Forschung und Technik Grundlagen, Anwendungen und Perspektiven. Expert, Ehningen bei Böblingen 1991, ISBN 978-3-8169-0707-7, S. 42–65.
- Elisabeth Bauser: Atomic mechanisms in semiconductor liquid phase epitaxy. In: D. T. J. Hurle (Hrsg.): Handbook of crystal growth 3. Thin Films and Epitaxy. Part  B: Growth Mechanisms and Dynamics. North-Holland, Amsterdam 1994, ISBN 0-444-89933-2, S. 879–940.

## Ehrungen

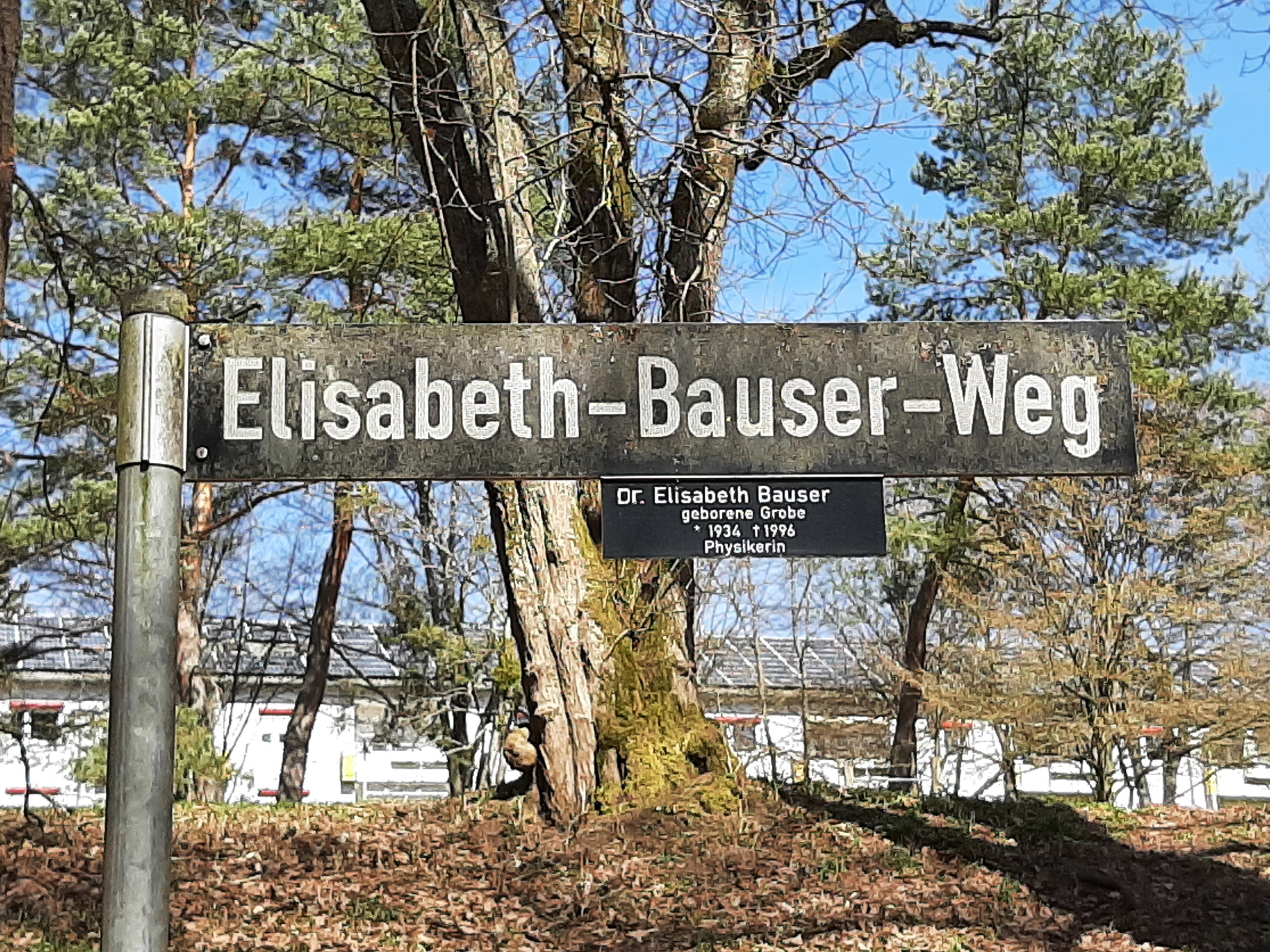
Elisabeth-Bauser-Weg in Stuttgart-Büsnau

- 1986 Preis der Deutschen Gesellschaft für Kristallwachstum und Kristallzüchtung für ihre Arbeiten auf dem Gebiet des Kristallwachstums und ihre Beiträge zur Aufklärung der Wachstumsmechanismen von Halbleiterschichten bei der Flüssigphasenepitaxie, dotiert mit 3000 DM[5][6]
- 1986 Preis für Wissenschaft und Technologie der IBM Europe, dotiert mit 100.000 Ecu, gemeinsam mit Manijeh Razeghi vom Laboratoire Central de Recherches Thomson-CSF-France Paris und Bruce A. Joyce vom Philips Research Laboratories Redhill, Surrey[4]
- 1997 wurde der Elisabeth-Bauser-Weg in der Nähe des Max-Planck-Instituts für Festkörperforschung in Stuttgart-Büsnau nach ihr benannt.[7]